# Sakr II ibn Muhammad al-Kasimi

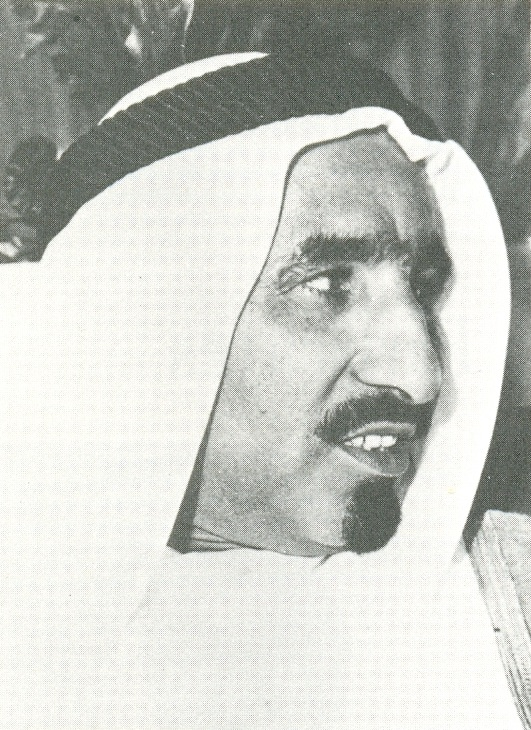
Sakr II ibn Muhammad al-Kasimi

Sakr II ibn Muhammad al-Kasimi (ur. 9 kwietnia 1918, zm. 27 października 2010) – emir Ras al-Chajma (od 1948) - jednego z emiratów Zjednoczonych Emiratów Arabskich, syn emira Sultana ibn Salima al-Kasimiego.